# Малая Салиха
Малая Салиха (укр. Мала Салиха) — село в Красиловском районе Хмельницкой области Украины.
Население по переписи 2001 года составляло 105 человек. Почтовый индекс — 31021. Телефонный код — 3855. Занимает площадь 0,338 км². Код КОАТУУ — 6822781403.

## Местный совет
31021, Хмельницкая обл., Красиловский р-н, с. Великая Салиха, ул. Ленина, 15